# Graoully

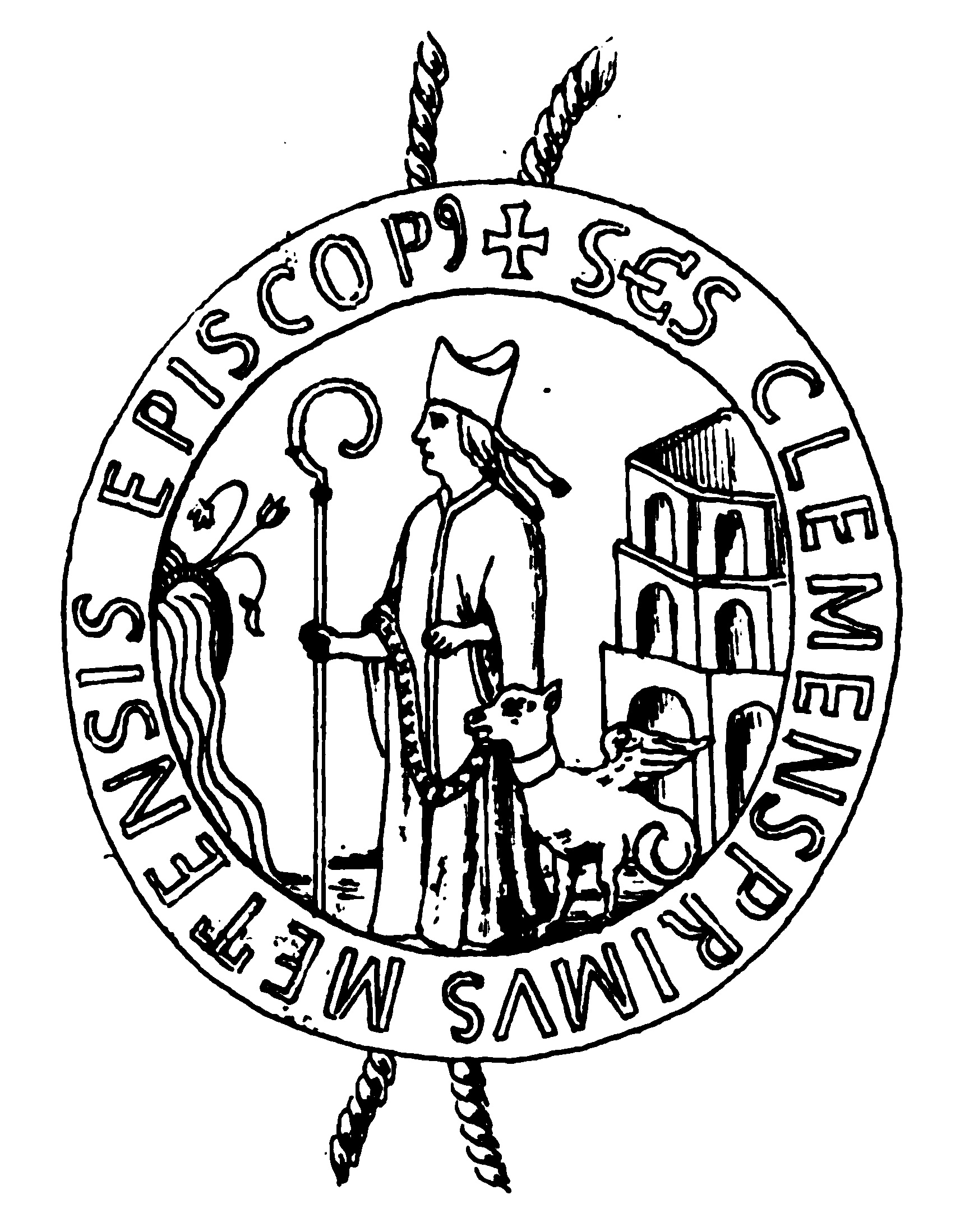
Bisschop Clemens met draak in het amfitheater van Metz

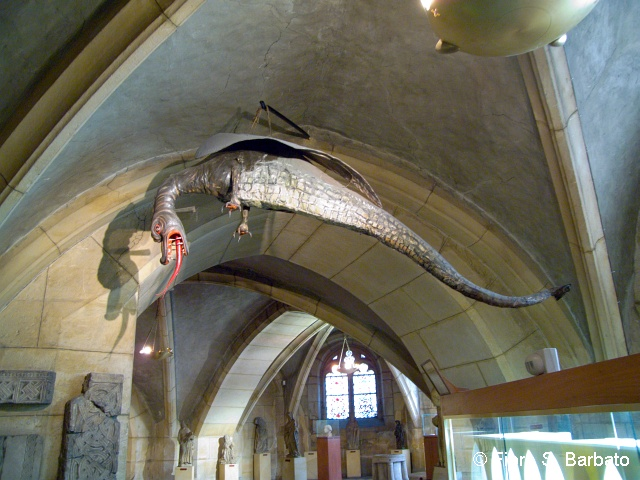
Graoully in de kathedraal van Metz (Frankrijk)

Graoully of Graoul(l)i is de draak die een duidelijke plaats innam in de folklore van de Franse stad Metz. Het beest heeft een eendenbek en twee poten. Mogelijks komt de naam van het Duitse woord graülich dat afschrikwekkend betekent.

## Romeins
De eerste bisschop van Metz, Clemens, werd in legendes beschreven als de drakendoder van Metz. Clemens trok in de 3e eeuw naar Metz, wat in het Latijn destijds Divodurum Mediomatricorum noemde. Metz lag in de Romeinse provincie Belgica Prima. De draak Graoully woonde in het amfitheater juist buiten de stad. De draak maakte slachtoffers bij de bevolking van Metz. Clemens doodde de draak en vroeg als wederdienst dat Metz zich bekeerde tot het christendom.

## Processies
Van de Middeleeuwen tot de Franse Revolutie trok er jaarlijks een processie door Metz. Het beeld van Graoully werd rond gedragen. Achteraf konden kinderen op de binnenplaats van de abdij Saint-Arnould het beest te lijf gaan met zweepslagen. Buiten de processiedagen hing de draak op in de crypte van de kathedraal Saint-Clément. Daar hangt de draak tegenwoordig nog.

## Embleem
Verenigingen en clubs in Metz dragen Graoully in hun embleem. Het gaat bijvoorbeeld om de voetbalclub, de hockeyclub en de rugbyclub van Metz.